# Corynactis australis
Corynactis australis is een Corallimorphariasoort uit de familie van de Corallimorphidae. De wetenschappelijke naam van de soort is voor het eerst geldig gepubliceerd in 1896 door Haddon & Duerden.